# Сеньор Президент
«Сеньор Президент» (исп. «El Señor Presidente») — роман, написанный на испанском языке лауреатом Нобелевской премии гватемальским писателем и дипломатом Мигелем Анхелем Астуриасом (1899—1974), впервые опубликованный в 1946 году. «Сеньор Президент» является важной вехой в латиноамериканской литературе, в нём исследуется природа политической диктатуры и её влияние на общество. Астуриас одним из первых использовал литературную технику, ныне известную как магический реализм. «Сеньор Президент» — одно из наиболее заметных произведений жанра «роман о диктаторе», оно создано на основе более раннего рассказа Астуриаса, написанного в знак протеста против социальной несправедливости впоследствии разрушительного землетрясения в родном городе автора.
Несмотря на то, что описываемая в романе «Сеньор Президент» страна явно не идентифицируется как Гватемала начала XX века, заглавный персонаж был вдохновлён президентством Мануэля Эстрады Кабреры в 1898—1920 годах. Астуриас начал писать роман в 1920-х годах и закончил его в 1933 году, но строгая цензурная политика диктаторских правительств Гватемалы задержала его публикацию на тринадцать лет.
Персонаж Президент редко появляется в повествовании, но Астуриас создаёт ряд других персонажей, чтобы показать ужасные последствия жизни при диктатуре. Использование автором образов сновидений, ономатопеи, сравнения и повторения отдельных фраз в сочетании с прерывистой структурой, состоящей из резких изменений стиля и точек зрения, навеяно сюрреализмом и ультраизмом. Стиль «Сеньора Президента» оказал влияние на целое поколение латиноамериканских авторов. Темы романа Астуриаса, такие как неспособность отличить реальность от снов, сила печатного слова в руках властей и политическое отчуждение, вызванное тиранией, сосредоточены на опыте жизни при диктатуре.
После того как роман в итоге был опубликован в Мексике в 1946 году, он быстро заслужил признание критиков. В 1967 году Астуриас получил Нобелевскую премию по литературе за свои произведения. В Латинской Америке эта международная награда воспринималась как признание литературы региона в целом. После этого «Сеньор Президент» был адаптирован для кино и театра.

## Предыстория
В интервью 1970 года немецкий критик Гюнтер В. Лоренц спросил Мигеля Анхеля Астуриаса, почему он начал писать, на что писатель ответил:
Да, в 22:25 25 декабря 1917 года землетрясение разрушило мой город. Я видел нечто вроде громадного облака, скрывающего огромную луну. Меня поместили в подвал, в яму, в пещеру или куда-то ещё. Именно тогда я написал свое первое стихотворение, песню прощания с Гватемалой. Позже я был рассержен обстоятельствами, при которых завалы были разобраны, и социальной несправедливостью, которая стала настолько кровавой.
Этот опыт, пережитый в возрасте 18 лет, привёл Астуриаса к написанию «Политических нищих» (исп. «Los mendigos políticos»), неопубликованного рассказа, который позже перерастёт в его первый роман «Сеньор Президент». Астуриас начал писать «Сеньора Президента» в 1922 году, когда он ещё учился на юридическом факультете в Гватемале. Он переехал в Париж в 1923 году, где изучал антропологию в Сорбонне у Джорджа Рейно. Живя во Франции, он продолжал работать над книгой, а также связывался с приверженцами сюрреалистического направления и с другими будущими известными латиноамериканскими писателями, такими как венесуэлец Артуро Услар Пьетри и кубинец Алехо Карпентьер. Роман был закончен в 1933 году, незадолго до того как Астуриас вернулся в Гватемалу.
Несмотря на то, что «Сеньор Президент» был написан во Франции и действие происходит в неназванной латиноамериканской стране, управляемой неназванным президентом в конце XIX или начале XX века, имеется множество признаков, связывающих роман с эпохой Мануэля Эстрады Кабреры в Гватемале. Например, как объяснял критик Джек Химелблау, «Астуриас […] писал свой роман прежде всего, имея в виду соотечественников, которые, несомненно, пережили тиранию Эстрады Кабреры с 1898 по 1920 год». Эстрада Кабрера был печально известен своими жестокими репрессиями против инакомыслия в Гватемале, и Астуриас был участником протестов против его правления в 1920 году. Астуриас включил в переработанном виде в роман эпизоды из диктатуры Эстрады Кабреры, такие как пытка политического противника, которого обманом «заставили поверить, что его невиновная жена была ему неверна».
Эстрада Кабрера в конечном итоге был вынужден покинуть свой пост в результате народных волнений, вмешательства США и других иностранных дипломатов. Однако вместо того, чтобы отправиться в изгнание, экс-президент решил самостоятельно защищать себя от уголовных обвинений. В последовавшем процессе Астуриас служил юридическим секретарём, и поэтому, как указывает биографический очерк Грегори Рабассы, он имел возможность основывать своего вымышленного лидера — Президента — на личных наблюдениях за опальным гватемальским диктатором. Как говорил сам Астуриас:
Я видел его почти каждый день в тюрьме. И я обнаружил, что, без сомнения, такие как он имеют особую власть над людьми. До такой степени, что пока он был заключённым люди говорили: «Нет, это не может быть Эстрада Кабрера. Настоящий Эстрада Кабрера сбежал. Это какой-то бедный старик, которого они заперли здесь».
«Сеньор Президент» не публиковался в течение нескольких лет после его написания. Астуриас утверждал, что Хорхе Убико-и-Кастаньеда, диктатор Гватемалы с 1931 по 1944 год, «запретил его публикацию, потому что его предшественник, Эстрада Кабрера, был моим Сеньором Президентом, что означало, что книга также представляла опасность и для него». Кроме того, поскольку Убико был диктатором Гватемалы во время написания финальной части романа, критики связывали его с характеристикой Президента в «Сеньоре Президенте». Как отмечал Химелблау, элементы книги «можно было легко интерпретировать как отражающие […] диктатуру генерала Убико». Роман впервые увидел свет в Мексике в 1946 году, в то время Гватемалой руководил Хуан Хосе Аревало, первый демократически избранный президент страны.
Несмотря на явное влияние жизненного опыта Астуриаса в Гватемале под руководством Эстрады Кабреры и Убико, а также несмотря на определённые исторические связи, критик Ричард Каллан отмечал, что «внимание Астураса не ограничивается его временем и нацией, а распространяется по всему миру и уходит в глубь веков. Связав созданный им мир с рассветом истории, а персонажей двадцатого века — с мифами и архетипами, он привязал их к темам всемирного значения». Сам Астуриас утверждал, что он «написал „Сеньора Президента“ без каких-либо социальных обязательств». Под этим он подразумевал, что в отличие от некоторых других своих книг, таких как «Легенды Гватемалы» (исп. «Leyendas de Guatemala») или «Маисовые люди» (исп. «Hombres de maíz»), «„Сеньор Президент“ имел более широкое значение, потому что он не был так сильно сосредоточен на гватемальских мифах и традициях». Астуриас изображал аспекты жизни, которые являются общими для всех диктаторских режимов, и поэтому «Сеньор Президент» стал одной из самых влиятельных его работ.

## Сюжет

### Часть 1
Роман начинается у портала собора, где нищие проводят ночи. Один нищий, Пелеле, измучен тем, что постоянно подвергается преследованиям по поводу своей умершей матери. Когда один из верных военнослужащих Президента, полковник Хосе Парралес Сонриенте, начинает издеваться над ним, произнося слово «мама», Пелеле инстинктивно наносит ответный удар и убивает полковника. Нищих допрашивают и подвергают пыткам, чтобы те дали показания о том, что отставной генерал Эусебио Каналес, бывший военнослужащим президента, и независимый адвокат Абель Карвахаль убили полковника, поскольку, по мнению людей президента, «идиот не может нести ответственности». Тем временем Пелеле в бреду бежит «по тёмным улицам в пароксизме безумного ужаса».
Время от времени мы видим Президента, приказывающего Мигелю Кара до Анхелю, которого иногда называют «фаворитом» президента, помочь генералу Каналесу бежать до того, как он будет арестован утром за убийство Сонриенте. Президент, который предположительно организовал обвинения для своих собственных целей, хочет, чтобы Каналес сбежал, потому что «бегство было бы признанием вины».
В местной таверне «Два шага» Мигель Кара до Анхель встречается с Лусио Васкесом, полицейским, и с воодушевлением говорит Васкесу, что похищает дочь генерала Каналеса, Камилу, как «уловку, чтобы обмануть бдительные власти». Он утверждает, что похищал Камилу, чтобы скрыть правду о побеге Каналеса. Позже Васкес встречается со своим другом Хенаро Родасом, и, выйдя из бара, они видят Пелеле. К ужасу Хенаро Родаса, Васкес стреляет в Пелеле. Последствия этой сцены засвидетельствовал Дон Бенхамин, кукловод, чьи «марионетки приняли трагедию в качестве своей темы». Хенаро Родас возвращается домой и обсуждает убийство Пелеле со своей женой Фединой де Родас и сообщает ей, что полиция планирует арестовать Каналеса утром. Тем временем Каналес покидает дом Мигеля Кара до Анхеля, измученный и озабоченный по поводу бегства из страны. Позже тем же вечером Каналес благополучно сбегает, пока полиция обыскивает его дом, а Мигель Кара до Анхель пробирается внутрь, чтобы безопасно доставить Камилу в «Два шага».

### Часть 2
Ранним утром Федина де Родас врывается в дом Каналеса, пытаясь спасти его от ареста за убийство полковника Сонриенте. Она прибывает слишком поздно и её обнаруживает прокурор, помощник Президента. Он арестовывает её как сообщницу в побеге Каналеса и подвергает её пыткам в надежде узнать местонахождение Каналеса. Солдаты намазывают ей грудь известью, прежде чем вернуть ей ребёнка, что приводит к его смерти, как он отказывается от груди, смазанной «негашёной известью».
Вернувшись в «Два шага», Мигель Кара до Анхель посещает Камилу. Он пытается найти ей дом у её тёть и дядей, но все они отказываются принимать её из-за страха потерять своих друзей и быть связанными с «дочерью одного из врагов президента». Далее всё больше раскрывается сложный характер Мигеля Кара до Анхеля и борьба между его физическим влечением к Камиле и желанием стать лучшим человеком в мире, управляемом террором.
Камила тяжело заболевает, и мальчик отправляется сообщить Мигелю Кара до Анхелю, что её состояние ухудшилось. Он быстро одевается и бросается в «Два шага», чтобы увидеть её. В конечном итоге Федина де Родас, освобождённая от обвинений со стороны Президента, была куплена борделем, и когда выясняется, что она держит на руках своего мёртвого ребёнка, её помещают в больницу. Мигель Кара до Анхель сообщает майору Фарфану, служащему президенту, что существует угроза его жизни. Этим действием, спасающим человека от опасности, Мигель Кара до Анхель надеется, что «Бог подарит ему жизнь Камилы в обмен». Генерал Каналес бежит в деревню и при содействии трёх сестер и контрабандиста пересекает границу страны после того как спасает сестер, убивая доктора, который преследовал их, требуя уплаты абсурдного долга.

### Часть 3
Студент, пономарь и Абель Карвахаль разговаривают в тюремной камере друг с другом, потому что они «напуганы тишиной» и «напуганы тьмой». Жена Карвахаля бегает по всему городу, посещая президента и влиятельных деятелей, таких как прокурор, прося освободить её мужа, потому что она остается в неведении относительно того, что с ним случилось. Карвахалю предоставляется возможность прочитать обвинительное заключение, но он не может защитить себя от фальсифицированных доказательств и приговаривается к казни.
Мигелю Кара до Анхелю советуют, что если он действительно любит Камилу, то её можно пощадить «посредством таинства брака», и вскоре они женятся. Камила выздоравливает и борется со сложностями своего нового брака. Генерал Каналес внезапно умирает в разгар планов возглавить революцию, когда ему ложно сообщают, что Президент присутствовал на свадьбе его дочери.
Президент баллотируется на следующий срок, отстаиваемый в баре его недоброжелательными сторонниками, в то время как Мигелю Кара до Анхелю поручена международная дипломатическая миссия. У Камилы и Мигеля Кара до Анхеля похожие эмоции. Майор Фарфан перехватывает Мигеля Кара до Анхеля, как только он достигает порта, и арестовывает его по приказу Президента. Мигеля Кара до Анхеля жестоко избивают и заключают в тюрьму, а самозванец занимает его место на уходящем корабле. Камила, будучи беременной, с нетерпением ждёт писем от мужа. Теряя надежду, Камила переезжает в деревню со своим маленьким мальчиком, которого она называет Мигелем. Мигель Кара до Анхель становится безымянным узником в камере № 17. Он постоянно думает о Камиле, так как надежда увидеть её снова — это «последняя и единственная вещь, которая поддерживает в нём жизнь», однако он всё же умирает с разбитым сердцем, когда ему сообщают ложную весть о том, что она стала любовницей Президента.

### Эпилог
Портал собора в руинах, и освобождённых заключённых быстро заменяют другие несчастные. Кукловод Дон Бенхамин превратился в безумца из-за обстановки террора, которую он был вынужден перенести. Читатели получают ещё один взгляд со стороны на состояние жизни при диктатуре, приводящее к безумию. Эпилог завершается несколько более обнадёживающим тоном, отражённым в «голосе матери, перебирающей чётки» и Кирие элейсоном (молитвенным призванием «Господи, помилуй»).

## Персонажи

### Главные персонажи

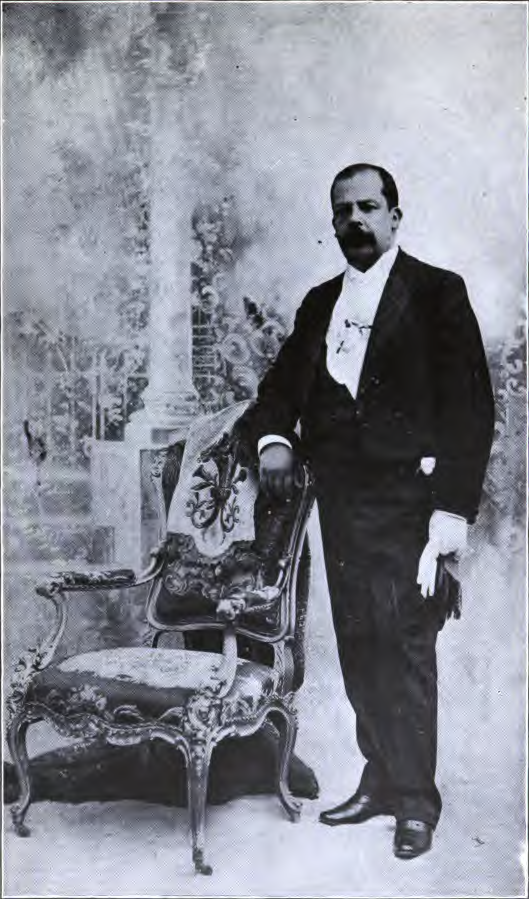
Мануэль Эстрада Кабрера, прототип Президента из романа Астуриаса

#### Президент
Тот факт, что титульный персонаж романа, Президент, нигде не назван по имени, даёт ему мифологическое измерение, а не ассоциирует с конкретным гватемальским диктатором. Литературовед Кевин Бауман отмечал, что читателей не пускают в разум Президента; вместо этого его внешность «постоянно переоценивается, переопределяется и, в конечном счете, перестраивается в соответствии с его восприятием другими, подобно новаторской (пере)оценке Астуриасом режима Эстрады Кабреры». По словам литературного критика Хьюза Дэвиса, Президент «представляет политическую коррупцию, но его изображение подобно злому божеству, которому поклоняются по правилам, которые насмешливо перекликаются с религиозным ритуалом, возводит его в мифическую плоскость», а он «перевёрнутый образ как христианского, так и майяского божества, так как он является источником только смерти». Диктатор также окружён ореолом тайны — кажется, что никто не знает, где он находится, потому что он занимает несколько домов на окраине города. Тайна также окружает вопросы о том, когда и как он спит. В романе ходят слухи, что он спит рядом с телефоном с кнутом в руке, в то время как другие утверждают, что он вообще никогда не спит. Поскольку Президент в романе появляется нечасто, восприятие его читателями формируется с помощью других, часто второстепенных, персонажей и эпизодов. Таким образом, как заявлял литературный критик Химелблау, «роман не развивает фигуру Президента как вымышленного персонажа, не следует за Президентом через ряд действий или диегетических усложнений, которые приводят к психо-экзистенциальным изменениям или трансформациям его характера».

#### Мигель Кара до Анхель
Мигель Кара до Анхель (в буквальном переводе Мигель Лицо Ангела) — сложный протагонист романа. Он представлен как доверенный советник Президента; есть много упоминаний о нём как о фаворите Президента, и он неоднократно описывался как «прекрасный и злой, как Сатана». По мере развития сюжета читатели видят его борьбу за сохранение верности диктатору перед лицом всё более ужасающих действий режима. Мигель Кара до Анхель сталкивается с проблемой примирения своего положения власть имущего среди запуганного народа с его желанием достичь более высокой моральной цели. По словам литературного критика Ричарда Франклина, он «изо всех сил пытается утвердить своё абсолютное существование и соотнести его с подлинным я». Языковая напряжённость часто отражает его внутреннюю моральную борьбу:
Да, не ошиблись они, сволочи, в этой своей сексуальной статистике! Мы мочимся детьми на кладбище. Трубы Страшного суда… Наверное, совсем это не трубы. Золотой нож перережет бесконечную ленту детей. Мы, мужчины, как свиные кишки — дьявол набивает нас фаршем, делает колбасу. А когда я себя переломил, не тронул Камилу, часть моего существа осталась без фарша. Вот я и чувствую пустоту, мучаюсь, бешусь, болею, пытаюсь вырваться из ловушки. Мужчина без женщины — свиная кишка без фарша. Какая гадость!

#### Генерал Эусебио Каналес
Генерал Эусебио Каналес (псевдоним Чамаррита или Принц Оружия) вынужден покинуть страну из-за обвинения в убийстве полковника Хосе Парралеса Сонриенте. Похоже, что он занимается организацией партизанского нападения на Президента, но умирает от разбитого сердца после прочтения ложного сообщения о подробностях свадьбы своей дочери с Мигелем Кара до Анхелем, на которой Президент, по-видимому, присутствовал. Характер генерала становится яснее, когда он находится на пути к изгнанию. Дорога Каналеса в изгнание также знакомит читателей с отчаянным финансовым положением трёх сестер, которыми воспользовался врач, посетивший их больную мать. Этот эпизод демонстрирует, что коррупция и злоба существуют не только в столице, но и в сельской местности.

#### Камила
Камила, дочь генерала Каналеса, была (несколько неохотно) спасена Мигелем Кара до Анхелем, когда никто из родственников не принял её во время бегства отца. В конце концов, Мигель Кара до Анхель выбирает Камилу, а не своего бывшего хозяина, Президента. Они женятся, и Камила рожает сына, но только после исчезновения Мигеля Кара до Анхеля. Она и её сын, которого она называет Мигелем, в последний раз упоминаются переезжающими в деревню, чтобы избежать влияния Президента. Она представляет собой тот самый образ подростка, которому отказано даже в самой малой степени свободы. Как замечает критик Каллан: «когда считалось, что Камила умирает, священник пришёл, чтобы совершить таинство покаяния. Её девичьи недостатки отличаются от зла, которое обрушивается на город. В самом деле, одна из вещей, которые она упоминает в своём признании, вовсе не является ошибкой: она ехала верхом на лошади верхом в присутствии индейцев».

#### Пелеле
Пелеле, имя которого также иногда переводят как Идиот, появляется только в первых четырёх главах и снова в конце седьмой главы, но выполняет важнейшую функцию в романе. Пелеле, который «выглядел как труп, когда спал» и имел глаза, которые «ничего не видели, ничего не чувствовали», имеет решающее значение для установления тона романа и запуска его действия. Критик Джон Уокер утверждает, что, «выбирая идиота в качестве представителя невиновных, аполитичных людей, которые страдают от притеснений тоталитарным режимом […] Астуриас показывает, как диктатура развращает людей и разрушает их ценности до такой степени, что сострадание к человеку, попавшему в беду, перестаёт существовать». Фактически становится ясно, что единственное счастье, которое испытывает Пелеле, — это память о его умершей матери. Затем Астуриас показывает, как Пелеле, фигура, любящая мать, «страдает от рук тех, кто долго находится под властью чрезмерно агрессивной фигуры отца, лишённой любви и жалости». Кроме того, Пелеле — это инструмент, который позволяет читателям увидеть психологические последствия жизни в условиях диктатуры, управляемой террором. Его убийственный акт, кажется, запускает последующие события романа и влияет на всех персонажей. Также важным является тот факт, что единственный момент полного счастья, пережитый Пелеле в романе, имеет место, когда он находится в состоянии, похожем на сон. Уокер утверждает, что это сделано для того, чтобы подчеркнуть суровый кошмарный мир реальности, в котором он был вынужден жить.

### Второстепенные персонажи
Роман включает в себя множество второстепенных персонажей, которые, по словам Ричарда Франклина, «нащупывают средства для утверждения истинности самих себя и закрепления этой индивидуальности в кошмаре, который постоянно сталкивает её с чёрным ничто». Эти персонажи варьируются от полковника Хосе Парралеса Сонриенте, также известного как «человек с маленьким мулом», убийство которого у портала собора открывает роман, до ряда нищих, заключённых, мелких чиновников, родственников, льстецов, барменов и проститутки. Некоторые из них — трагические фигуры, такие как Федина де Родас, которую подвергают пыткам, а затем продают в бордель, пока она всё ещё держит своего мёртвого ребёнка на руках. Другие, однако, являются комическими персонажами. Иногда у них красочные, игривые имена или прозвища, такие как «Плоскостопый» (нищий), «Говорящая Корова» (женщина, произносящая похвальную речь Президенту), или Донья Бенхамин ВенХамон, которая вместе со своим мужем, кукловодом Доном Бенхамином закрывает роман плачем о разрушении портала собора.

## Жанры

### Магический реализм
По словам литературоведа Луиса Лила, в жанре магического реализма «писатель противостоит реальности и пытается распутать её, чтобы обнаружить таинственное в вещах, в жизни, в человеческих поступках». Магический реализм в литературе не создаёт воображаемого существа или места; вместо этого писатель пытается показать «таинственные отношения между человеком и его обстоятельствами». Далее Лил указывал, что в магическом реализме «ключевые события не имеют никакого логического или психологического объяснения. Магический реалист не пытается копировать окружающую действительность или ранить её, а пытается овладеть тайной, которая дышит за вещами». Он также пояснял, что «магический реализм — это не волшебная литература. Его цель, в отличие от магической литературы, состоит в том, чтобы выражать эмоции, а не вызывать их».
Для многих литературоведов «Сеньор Президент» является знаковым латиноамериканским романом благодаря тому, что в нём Астуриас одним из первых прибегнул к магическому реализму, литературной технике, часто используемой известными латиноамериканскими писателями, такими как Габриэль Гарсия Маркес. Интервьюируя Астуриаса, Гюнтер Лоренц объявил его изобретателем магического реализма и даже самым успешным его практиком. Сам Астуриас определяет этот стиль не как «конкретную реальность, а реальность, которая возникает из определённого волшебного воображения … в котором мы видим, как реальное исчезает и возникает сновидение, в которой сны превращаются в осязаемую реальность». Ричард Франклин утверждал, что магический реализм наиболее выражен в изысканиях Астураса и в его изображении внутренней реальности человеческого разума. Эти изыскания на протяжении всего романа сочетаются с «материальным содержанием городской массы, попавшей под контроль железного режима». Франклин считал синтез этих двух элементов «реальным вкладом в романистический жанр Америки».

### Роман о диктаторе
Астуриас начал писать «Сеньора Президента» в ответ на диктаторское правление Мануэля Эстрады Кабреры. Но поскольку Астуриас потратил десятилетие на написание романа, а также из-за задержки его публикации и того факта, что он никогда не называет своего Президента по имени, многие литературоведы отмечали, что роман можно в равной степени ассоциировать с последующим режимом Хорхе Убико. Более того, после публикации романа он использовался для критики диктаторских режимов Латинской Америки. Изучая природу диктаторской власти в целом, произведение Астуриаса помогло инициировать новый жанр «роман о диктаторе». Как утверждал литературный критик Джеральд Мартин, «Сеньор Президент» — «первый настоящий роман о диктаторе».
Жанр «Роман о диктаторе» развился среди латиноамериканских писателей как средство для критики концентрированной власти. Доцент испанского языка университета Уолша Хорхе Дж. Барруэто утверждал, что «Сеньор Президент» провозглашался олицетворением диктатуры, «феномена, воспринимаемого как естественная и присущая региону черта». Согласно Гарсии Кальдерону, наследие колониализма в Латинской Америке часто приводило к появлению абсолютной власти, которая стремилась сдерживать внутренний конфликт нации. Оказавшись у власти, ответственный человек часто ищет полного контроля; он часто вносит поправки в конституцию, отменяя законы, которые ранее препятствовали его переизбранию. Например, в 1899 году генерал Мануэль Эстрада Кабрера изменил конституцию Гватемалы, которая ранее запрещала его переизбрание. Как правило, однако, романы о диктаторах пытаются исследовать абстрактную природу властных фигур и ставить под сомнение идею власти в целом, вместо того, чтобы сосредоточиться на правлении конкретного диктатора.
Роман Астуриаса знаменует собой драматический сдвиг в повествовательной прозе. Его предшественники, такие как «Цивилизация и варварство. Жизнеописание Хуана Факундо Кироги» (1845) Доминго Сармьенто, оцененивались на предмет того, насколько адекватно они отражали действительность. Со своим стилизованным магическим реализмом «Сеньор Президент» Астуриаса вырвался из этой реалистической парадигмы — это авангардный роман, который заложил основу для многих других авторов, развивших то, что сейчас является широким и обширным жанром.

## Стиль
По словам латиноамериканского литературоведа Джеральда Мартина, «Сеньор Президент» Астуриаса, который был написан и опубликован до латиноамериканского бума 1960-х годов, использует стиль, который теперь классифицируется как «новый роман» или «новое повествование». В этом романе Астуриас отрывается от исторического и реалистического стиля, который доминировал в романах того времени. Мартин утверждал, что этот роман «более чётко, чем любой другой роман, иллюстрирует важнейшую связь между европейским сюрреализмом и латиноамериканским магическим реализмом. Это действительно первый полноценный сюрреалистический роман в Латинской Америке».
Ричард Франклин утверждал, что иногда сюрреалистическое повествование скрывает смысл, но в «Сеньоре Президенте» Астуриас избегает этого недостатка. Его сочетание рационализма с «миром форм» создает «образ, который раскрывает более глубокую реальность, которая более глубоко укоренилась в психике человека». Таким образом, сюрреалистический стиль Астуриаса подчёркивает современный распад давних канонов. Литературовед Габриэле Экарт приводил в качестве прекрасного примера сюрреалистического стиля Астуриаса его изображение психических процессов Пелеле, в котором «язык иногда распадается на непонятные звуки». Это позволяет Астуриасу представлять реальное и воображаемое, а также сообщаемое и несообщаемое как непротиворечивое. Химелблау также отмечал, как «Сеньор Президент» проецирует «реальность в относительных, изменчивых терминах, то есть позволяет своим персонажам раскрывать временную обстановку вымышленных событий романа». В связи с этим Химелблау утверждал, что «Сеньор Президент» «насколько нам известно, также является первым романом в испанской Америке, который стремится представить вымышленную реальность времени как функцию точки зрения».. Роман бросает вызов традиционному повествовательному стилю, вставляя многочисленные эпизоды, которые вносят незначительный вклад или вообще ничего не вносят в сюжет, поскольку персонажи в этих эпизодах часто появляются непоследовательно. Вместо того, чтобы передавать темы книги через персонажей, Астуриас использует повторение мотивов и мифическую подструктуру, чтобы закрепить послание книги.
Астуриас использует образный язык для описания образов сновидений и иррационального. Литературный критик Хьюз Дэвис отмечал, что Астуриас часто апеллирует к слуховым ощущениям читателя. Часто заклинательный стиль Астуриаса использует «настоящую поэзию, чтобы усилить его образы посредством звука». Это помогает читателям понять как физические, так и психологические аспекты романа. По словам Найтли, «немногие из персонажей Астуриаса обладают большой психологической глубиной; их внутренние конфликты имеют тенденцию к экстернализации и разыгрыванию на архетипическом уровне». Что ещё более важно, Астуриас был первым латиноамериканским романистом, который объединил поток сознания и образный язык. Хьюз Дэвис утверждал, что с самого начала «Сеньора Президента» разрыв между словами и реальностью иллюстрируется ономатопеей, сравнением и повторением фраз. Найтли отмечал, что «анимистические элементы иногда всплывают в потоке сознания персонажей». Например, в главе «Танец Тоиля» Мигелю Кара до Анхелю привиделось как Тоиль, бог дождя в мифологии майя, «мчался верхом на реке из голубиных грудок, растекавшейся молоком». В видении Мигеля Кара до Анхеля Тоиль требует человеческих жертв и доволен лишь тем, что он может «властвовать, опираясь на людей, охотников за людьми». Тоиль произносит: «Не будет ни настоящей смерти, ни настоящей жизни. Пусть пляшут склоненные головы!». Как объяснял Найтли, эта сцена следует приказу Президента Мигелю Кара до Анхелю отправиться на миссию, которая заканчивается его смертью, и является «признаком злой сущности и целей Президента». Дэвис утверждал, что эти литературные приёмы, «объединённые с прерывистой структурой, придают тексту сюрреалистическую и кошмарную атмосферу».

## Основные темы

### Реальность против сна
Астуриас стирает грань между сном и реальностью в «Сеньоре Президенте», делая это одной из самых ярких тем романа. Латиноамериканский писатель и критик Ариэль Дорфман отмечал, что смешение сна и реальности отчасти является результатом частого использования Астуриасом образного языка. Этот стилистический выбор отражён в содержании самой истории, что говорит о том, что важным эффектом диктаторской власти является размытие сна и реальности. Дорфман также отмечал, что власть Президента основывается на страхе, который ещё больше размывает грань между реальностью и сном. Этот страх даёт ему добровольную или недобровольную поддержку других, позволяя Президенту осуществлять свои мандаты. Дорфман утверждал, что использование Президентом страха превращает его мандаты в легенды. Эти легенды могут затем «навязать себя реальности, потому что люди живут в реальности, чтобы осмыслить осознать свою человеческую природу». Одним из примеров этой темы, объяснённой Экартом, является серия сцен, приводящих к аресту адвоката Карвахаля. Когда Президент решает обвинить Карвахаля в убийстве полковника Сонриенте, становится ясно, что Карвахаль посрамлён обвинениями. Более того, несмотря на то, что он является адвокатом, Карвахаль не может защитить себя во время фиктивного судебного разбирательства с «членами трибунала, настолько пьяными, что они не слышат его». Как утверждал Экарт, «быть пойманным и подвергнутым пыткам, даже не зная за что, — это ещё одна ужасная особенность диктатуры. Для жертвы реальность неожиданно становится нереальностью, с этого момента более не понятной для логического разума». Следовательно, использование диктатурой страха стирает грань между реальностью и сном для власть имущих.
Неоднозначное использование Астуриасом деталей добавляет путаницы между реальностью и сном. Например, на титульных страницах первой и второй частей говорится, что их действие происходит в период с 21 по 27 апреля. С другой стороны, третья часть происходит в течение «недель, месяцев, лет». Хотя эта временная шкала изначально представляется очень конкретной, год не указан. Кроме того, роман разворачивается в стране, похожей на Гватемалу, и содержит отсылки к богам майя (например, в главе «Танец Тоиля»), но никакое прямое утверждение какого-либо персонажа не подтверждает это. Бауман утверждал, что Астуриас, «предпочитая вместо этого дистанцироваться от непосредственной исторической реальности и сфокусировать критический свет на внутренних проблемах», следит за тем, что «он видит там». Это позволяет Астуриасу обращаться к более широкой аудитории, не ограничиваясь гватемальцами, аудитории, которая может самостоятельно выработать отношение к опыту жизни под диктаторским правлением.
В смутной реальности истина становится неясной. Как отмечал литературный критик Мирей Розелло, именно Президент решает, что является правдой, отрицая любое другое мнение, даже если другие персонажи становятся свидетелями события, наблюдая это событие собственными глазами или слыша всё собственными ушами. В отличие от персонажей романа, читатели знают, что персонажи полагаются на понятие истины или реальности, которого больше не существует при диктатуре Президента. «Истина» не существует до того момента, как Президент выразит это словами, и даже при этом единственная «истина» при диктаторском правлении — это слова, которые произносит Президент в определённый момент времени; кто-либо не может даже безопасно для себя повторить вслух или письменно президентские версии событий. Таким образом, персонажи остаются в неведении о том, что составляет «правду».

### Письменный язык и власть
Основная тема романа о диктаторе касается использования языка письма как средства власти. В «Сеньоре Президенте» Астуриас использует язык письма, чтобы бросить вызов диктаторской власти. На протяжении всего романа читатель следит за властью Президента над людьми, которая контролирует то, что они пишут. В главе «Донесения сеньору Президенту» поток писем информирует Президента о действиях народа. В то время как многие «пишут правду» и обращаются к своим согражданам, многие другие считают, что «доверять бумаге небезопасно». Написание писем тесно связано с властями и является средством укрепления власти, потому что посредством языка общения можно манипулировать ложью, которая в конечном итоге убивает. Например, Президент приказывает газете включить ложное утверждение о том, что он присутствовал на свадьбе Камилы, дочери генерала Каналеса. Когда генерал читает эти слова и воспринимает их как истину, его сердце разбивается, и он впоследствии умирает. Мигель Кара до Анхель также убит манипулированием словами: ему говорят, что Камила стала любовницей Президента, и, услышав эту фальсифицированную новость, он теряет волю к жизни. Эти эпизоды в романе демонстрируют, как тесно связаны язык общения, письменное слово и власть. Персонажи в «Сеньоре Президенте» теряют чувство реальности, из-за чего им трудно понять, кому можно доверять. Как утверждал Розелло, «в этом состоянии террора язык общения преднамеренно используется как средство превращения адресата в безопасную безвредную личность и при этом язык письма утрачивает функцию передачи информации».

### Надежда
В «Сеньоре Президенте» диктатура подавляет надежду. Как утверждает в романе прокурор, «первое правило поведения Сеньора Президента — не давать никакой надежды и топтать, давить их почём зря». Можно утверждать, что Камила олицетворяет надежду в романе, потому что и её отец и муж были способны выдержать диктатуру, думая о ней; однако Президент разрушает это чувство надежды ложными историями. Когда представление о её верности исчезает, её отец и муж умирают, потому что они теряют надежду вернуться к ней. Некоторым образом счастье Камилы с её ребёнком и их побег в сельскую местность можно рассматривать как проблеск надежды в другом мире, не похожем на прошлый тёмный и тревожный мир. Для критика Жана Франко именно любовь даёт ту небольшую надежду, которая есть в романе: «Система подрывается только любовью — любовью идиота к своей матери; женщина, отчаянно пытающаяся спасти своего мужа от смерти».

### Тирания и отчуждение
Тема тирании и отчуждения показывает, как диктатура не только отталкивает и отчуждает людей в стране, но и мешает самой стране добиться европейской модернизации. В эссе 1967 года литературный критик Ариэль Дорфман утверждал, что «диктатура, проявившаяся в „Сеньоре Президенте“ в политической сфере, теперь является и диктатурой слова, а кроме этого всегда является тиранией, о которой сами люди просят, обожают и помогают строить». Дорфман также отмечал, что «„маленькие человеческие связи“ мира Астуриаса заканчивают тем, что разрушают себя, распадаясь под воздействием тех самых сил, о которых они сами ранее говорили». Под этим он подразумевал, что персонажи уничтожаются своими собственными действиями и словами, поскольку Президент использует их и крутит ими как хочет. Тирания языка общения идёт параллельно с политическим угнетением, всеобъемлющим в мире Астуриаса. Ричард Франклин утверждал, что «в философском смысле Астуриас красноречиво подтвердил достоверность индивидуального опыта».
Астуриас показывает, как в условиях диктатуры персонажи постепенно теряют свою человеческую идентичность. Например, Пелеле, покидая город, описывается как бегущий «куда глаза глядят, обезумев от страха, высоко воздев руки, задыхаясь». Спустя всего несколько строк Пелеле скулит «как побитый пёс». В том, что частично является критикой книги, Хорхе Барруэто утверждал, что «Сеньор Президент» изображает Латинскую Америку в целом как «Другую». Все, от Президента до Пелеле, проявляют эту «инаковость», поскольку они не могут стать цивилизованными. Диктатура порождает Инаковость, дегуманизируя своих подданных, и сама по себе представляется варварской, абсурдной и не более чем «подражанием европейским путям». Благодаря таким явлениям, как диктатура, Латинская Америка представляется страной, где преобладает «инаковость», и по этой причине Латинская Америка не может «развиваться» или достигать подлинно европейского современного уровня. По мнению Барруэто, «цель этого повествования состоит в том, чтобы доказать, что латиноамериканские общества, хотя они знают о концепции современности, не могут действовать в соответствии с ней».

### Плодородие и разрушение
По словам латиноамериканского литературоведа Ричарда Каллана, дихотомия между разрушением и плодородием воплощается в противостоянии между Президентом и Мигелем Кара до Анхелем. В то время как Президент символизирует бесплодие и разрушение, его фаворит Мигель Кара до Анхель воплощает плодородие, позитивную и порождающую силу природы. Каллан отмечал, что превращение Мигеля Кара до Анхеля из фаворита Президента в позитивную порождающую силу не является преднамеренным. Вместо этого Кэллан утверждал, что «это происходит из-за рождения настоящей любви в его ранее бесплодном сердце. Однако он слишком поглощён своей любовью, чтобы заметить сдвиг в его отношениях с Президентом». Президент, что неудивительно, отождествляет себя со смертью. Примеры из романа включают смертные приговоры, которые он объявляет Абелю Карвахалю (за преступление, которое, как точно знает Президент, этот человек не совершал) и Лусио Васкесу, человеку, который исполнил желание Президента убить Пелеле, но и для него смертный приговор приводится в действие. Каллан подчёркивал связь Мигеля Кара до Анхеля с любовью, в отличие от Президента. Любовь, которая возникает у Мигеля Кара до Анхеля к Камиле, отождествляет его с любовью и жизнью и ведёт к появлению жизни — рождению его сына. Розелло утверждал, что ещё до своей метаморфозы Мигель Кара до Анхель знал о разрушительной природе Президента. Таким образом, Розелло утверждал, что Мигель Кара до Анхель «с самого начала знал, что единственная возможность быть в „безопасности“ в президентском мире — это быть подвергнутым самоуничтожению: только потеряв свою личность и позволив Президенту вторгнуться в свой разум, он может надеяться остаться в живых». Таким образом, когда он не может подчиниться, он действительно теряет свою жизнь.

## Восприятие
В Гватемале «Сеньор Президент» получил значительное внимание с момента его первой публикации. Главным образом на произведение обратили внимание другие левые писатели и интеллектуалы, которые признавали и хвалили как его стилистические инновации, так и его политическую волю, хотя иногда и критиковали за чрезмерную подверженность романа влиянию европейского модернизма. Но, как замечал Данте Лиано, «власть имущие не выдержали голоса Астуриаса».
Критический приём в других странах Латинской Америки также был восторженным. Автором одной из первых рецензий книги была Мария Роса Оливер, которая написала её во влиятельном аргентинском журнале Sur вскоре после выпуска второго издания романа в Буэнос-Айресе. Она особенно хвалила сюжет: тот факт, что роман — это больше, чем просто лирический натюрморт. Скорее, утверждала она, «Сеньор Президент» «пробуждает пять наших чувств». И её заключение подчёркивает латиноамериканские качества книги, утверждая, что она «очаровывает нас, волнует нас, движет нами и смягчает нас всех одновременно, производя почти такой же эффект, как когда мы путешествуем, глаза и сердце широко открыты, вокруг них Латиноамериканские земли или страницы, рассказывающие их историю».
Вскоре слава романа распространилась по всему миру. Первая награда, которую Астуриас получил за «Сеньора Президента», была французская Премия за лучшую иностранную книгу 1950 года. «Сеньор Президент» неизменно получал признание и в дальнейшем. По словам литературоведа Джека Химелблау, книга является «авангардным и критически значимым романом в истории испано-американской художественной литературы», а латиноамериканский историк и литературовед Чарльз Макьюн включил «Сеньора Президента» в список известных переведённых латиноамериканских романов. Для Макьюна романы и романисты Латинской Америки являлись «как создателями истории, так и отражением истории региона». В отличие от латиноамериканских газет и архивных материалов, переведённые латиноамериканские романы гораздо более доступны для читателей, не владеющих испанским языком. Фактически, Макьюн показал, что «Сеньор Президент» был хорошо принят не только на своём оригинальном испанском, но и в английском переводе.

### Нобелевская премия
В декабре 1967 года Астуриас получил Нобелевскую премию по литературе за свои труды, среди которых «Сеньор Президент». Получив премию, он прочитал лекцию, где назвал латиноамериканскую литературу одновременно и «свидетельством» и «орудием борьбы». В частности, он рассказал о возможности создания нового стиля романа в Латинской Америке, опираясь на наследие коренных народов региона. Этот новый стиль сделал бы роман проводником надежды и света в том, что он назвал «этой ночью, которая угрожает нам сейчас». Это было бы «подтверждением оптимизма тех писателей, которые бросили вызов инквизиции, открыв брешь в сознании народа для марша освободителей».
Нобелевский комитет, присуждая премию, так описал «Сеньора Президента»:
Эта великолепная и трагическая сатира критикует прототип латиноамериканского диктатора, который появился в нескольких местах в начале века и с тех пор продолжил появляться вновь, его существование поддерживается механизмом тирании, который для простого человека превращает каждый день в ад на земле. Страстная энергия, с которой Астуриас пробуждает ужас и недоверие, которые отравляли социальную атмосферу того времени, делает его работу непростым и бесценным эстетическим жестом.
Родина Астуриаса отпраздновала его международное признание. В Гватемале его портрет вскоре украсил почтовые марки, в честь него была названа улица, и ему была вручена медаль. Согласно Кьеллю Стрембергу, после вручения Премии 1967 года, «вся его маленькая страна была подвержена ликованию». Дальнейшее восхищение было выражено по всей Латинской Америке, где Нобелевская премия Астуриаса рассматривалась как достижение для латиноамериканской литературы в целом, а не отдельного автора или страны. Как отмечал литературовед Ричард Джуэлл, ранее имелась существенная критика того факта, что латиноамериканские писатели игнорировались Нобелевским комитетом. Однако, начиная с Мигеля Анхеля Астуриаса в 1967 году, академия выбрала четырёх латиноамериканских писателей в течение двадцати четырёх лет.
Биограф Грегори Рабасса, который перевёл другие произведения Астуриаса, подчёркивал влияние Нобелевской премии на последующую его работу, сказав: «получение Нобелевской премии по литературе в 1967 году дало ему долгожданную финансовую независимость, которая … позволила ему вернуться к своей писательской деятельности и многим целям и возможностям, которые были у него на уме в течение стольких лет».

## Адаптации

Этот постер фильма 2007 года использовался для продвижения самой последней адаптации «Сеньора Президента».

«Сеньор Президент» был адаптирован для трёх испаноязычных фильмов и одного спектакля. Первый из фильмов был чёрно-белым, он был снят в 1970 году аргентинским режиссёром Маркосом Маданесом. Его премьера состоялась на Венецианском кинофестивале 1970 года. Среди актёров фильма были Педро Бучардо в роли Президента, Луис Брандони в роли Мигеля и Алехандра Да Пассано в роли Камилы. Как и в романе Астуриаса, действие начинается, когда деревенский идиот убивает издевающегося над ним армейского полковника, и в ответ Президент решает обвинить в убийстве политического противника, но с этого момента фильм расходится с романом. В фильме оперативник отправляется распространять слухи об обвиняемом, но вместо этого он влюбляется в дочь обвиняемого. Как только это происходит, оперативник бросает вызов своей лояльности Президенту и помогает дочери и её отцу начать революцию благодаря тому, что он знает о коррумпированном лидере. Сам Астуриас жаловался на фильм: он «отправил телеграмму на Венецианский кинофестиваль, отказав в разрешении к показу фильма, но письмо прибыло на день позже. В итоге несчастной публике пришлось терпеть эту дурно пахнущую мелодраму».
«Сеньор Президент» был адаптирован для сцены драматургом Уго Каррильо и впервые исполнен в постановке «Compañía de Arte Dramático de la Universidad Popular» под управлением Рубена Моралеса на двенадцатом фестивале гватемальского театра в 1974 году. Постановка имела большой успех: более 200 выступлений в течение десяти месяцев, что намного дольше, чем стандартные для фестиваля два месяца с выступлениями по выходным, и эта постановка побила рекорд кассовых сборов в Центральной Америке. Спектакль позже гастролировал по Центральной Америке, с ним выступали и другие труппы, так что посмотрели спектакль более 50 000 человек по меньшей мере в восьми других странах, кроме Гватемалы . Каррильо был особенно обеспокоен постановкой пьесы другими труппами; он разозлился на сальвадорскую постановку, которая изменила несколько сцен, и разногласия с Джозефом Паппом привели к отмене пьесы на Латиноамериканском фестивале 1987 года в Нью-Йорке (эта отменённая постановка стала основой для английского перевода пьесы, написанного Маргаритой Кенефич, ученицей Каррильо).
Пьеса также получила признание критиков, заслужив множество наград и была названа зенитом «золотого века» гватемальского театра. Спектакль был посвящён политике того времени (тогда у власти находилась Институционно-демократическая партия), и Каррильо счёл необходимым сначала приписать сценарий псевдониму «Франц Мец», а также сделать фотографию кого-то, подписанного как «Мец», вместе с режиссёром; во время премьеры тайная полиция прибыла для расследования по адресу Астуриаса (который умер в начале того года), и правительство начало обращать внимание на анонсы спектаклей в следующем году.
Вторая экранизация была снята в 1983 году Мануэлем Октавио Гомесом и стала одной из последних работ этого плодовитого кубинского режиссёра. Главную роль Президента исполнил французский актёр Мишель Оклер.
Самая последняя экранизация, снятая венесуэльским режиссёром Ромуло Гуардиа Гранье и спродюсированная телеканалом RCTV (Radio Caracas Televisión Internacional), была выпущена в ноябре 2007 года и является первым фильмом, выпущенным RCTV более чем за двадцать лет. Эта версия рисует картину безнадёжной любовной истории — той, которая не может иметь счастливый финал при терроризирующей и коррумпированной диктатуре. Таким образом, там обыгрывается то, на что только намекается в самом романе, — возможность того, что Президентом, по крайней мере частично, движет сексуальное желание.
Пожалуй, самым поразительным аспектом этой киноверсии является то, как она была немедленно воспринята в качестве комментария к нынешнему правительству Венесуэлы. Режиссёр Гранье признался в интервью: «Мы должны были снимать тайно, чтобы избежать закрытия». Антонио Бланко, который также работал над этой адаптацией, сказал: «Мы планируем позиционировать фильм как гватемальскую историю, чтобы избежать каких-либо проблем с властями». Телеканал RCTV потерял свои права на эфирное вещание в середине 2007 года, когда правительство Уго Чавеса (избранное демократическим путем, но обвинённое противниками в тенденциях к диктатуре) не продлило лицензию сети.

## Подробности публикации
Избранные публикации:
- 1946, Мексика, Costa-Amic (ISBN отсутствует), твёрдый переплёт (первое издание, оригинал на испанском языке)
- 1948, Аргентина, Losada (ISBN отсутствует), твёрдый переплёт (второе издание, испанский язык)
- 1952, Аргентина, Losada (ISBN отсутствует), твёрдый переплёт (третье издание, испанский язык, исправлено автором)
- 1959, СССР, Государственное издательство художественной литературы (ISBN отсутствует), мягкая обложка (первое издание на русском языке[97], перевод Маргариты Былинкиной и Натальи Трауберг, предисловие Льва Осповата)
- 1963, Великобритания, Victor Gollancz (ISBN отсутствует), мягкая обложка (перевод на английский Фрэнсиса Партриджа под названием The President)
- 1964, США, Atheneum (ISBN отсутствует), мягкая обложка (перевод на английский Фрэнсиса Партриджа под названием El Señor Presidente)
- 1972, Великобритания, Penguin (ISBN 978-0-14-003404-2), опубликовано 30 марта 1972 года, мягкая обложка (перевод на английский под названием The President)
- 1978, Франция, Klincksieck, и Мексика, Fondo de Cultura Económica (ISBN отсутствует) (испанский язык, первое критическое издание, под редакцией Рикардо Наваса Руиса и Жана-Мари Сен-Лу, часть Полного собрания сочинений Астуриаса)
- 1997, США, Waveland Press (ISBN 978-0-88133-951-2), опубликовано в августе 1997 года, мягкая обложка (перевод на английский под названием The President)
- 2000, Испания, Galaxia Gutenberg и Франция, ALLCA XX (ISBN 84-89666-51-2), твёрдый переплет (испанский язык, критическое издание под редакцией Джеральда Мартина)
- 2005, Испания, Alianza (ISBN 978-84-206-5876-6), опубликовано 2 января 2005 года, мягкая обложка (испанский язык)

Существует рукопись первого варианта романа «Сеньор Президент», который в то время (июль 1933 года) назывался Тоиль. Сейчас она находится в Париже в Национальной библиотеке Франции. «Танец Тоиля» — так называется 37-я глава окончательного варианта романа. Основные различия между первым вариантом романа и опубликованной книгой можно найти в главе 12 («Камила») и в отсутствии эпилога в первоначальном варианте.
«Сеньор Президент» был впервые опубликован в 1946 году в Мехико, где Астуриас тогда находился почти что в изгнании. Публикация финансировалась самим Астуриасом при поддержке его родителей, поскольку рукопись была отклонена издателями, которым он её отправил. Первое издание содержало множество опечаток. Эти ошибки были исправлены только в третьем издании, опубликованном в Аргентине в 1952 году, которое также включало многочисленные существенные изменения, внесённые самим Астуриасом. Таким образом, это издание является первой окончательной версией книги. Как отмечал Джеральд Мартин, редактор критического издания 2000 года, «рассматривая с точки зрения решающего исторического влияния», третье издание (Losada) «легко можно считать наиболее важным из них».